# Ачех (народ)
Ачех (аче, ачесцы, ачехцы, ачины) — австронезийский народ в Индонезии. Его представители проживают на севере о. Суматра и соседних о-вах Вех и Брёэх (в основном в провинции Ачех с центром в г. Банда-Ачех). Числ. 3 млн чел. (1999, оценка). Живут также в Малайзии (10 тыс. чел.). Разделяются на группы низовых (оранг-барох) и горных (оранг-гудонг) ачех. Язык ачехский малайско-чамской ветви западнозондской зоны австронезийских языков, диалекты: банда, барух, буэнг, даджа, пасе, пидие, тунонг. Письменность на основе латинского и арабского алфавита. Распространён также индонезийский язык. Верующие — мусульмане-сунниты.
В формировании ачех, возможно, участвовало население прилегающих к Суматре р-нов Юго-Восточной Азии. Положение у входа в Малаккский пролив определило раннее вовлечение ачех в междунар. торговлю. В раннее средневековье ачех входили в сферу влияния гос-ва Шривиджайя, после его гибели в XIII в. на побережье возникло неск. городов-государств (Самудра, Пасе, Перлак, Педир и др.), установивших торговые связи с сев.-зап. Индией, откуда в кон. XIII в. стал распространяться ислам (ныне ачех — один из самых исламизированных народов Индонезии). В XV в. они были объединены султанатом Ачех, захватившим значит. территории на Суматре и Малаккском п-ове и установившим в XVI—XVII вв. в соперничестве с голл. колонизаторами контроль над торговлей перцем. В состав ачех вошли также рабы-ниасцы, выходцы из народов, участвовавших в международной торговле (малайцев, минангкабау, бугисов, яванцев, индийцев, арабов). Пришедший в упадок в конце XVII в. султанат Ачех был покорён голландцами в результате ачехской войны 1873—1904. В составе Индонезии с 1950-х гг. ачех участвовали в мусульманских сепаратистских движениях, переросших с 1980-х гг. в гражданскую войну. Пережили гуманитарную катастрофу, оказавшись в зоне бедствия во время землетрясения и цунами 26.12.2004.
Занимаются в основном пашенным земледелием (заливной рис — на равнинах, суходольный рис, кукуруза — во внутр. горных р-нах) Традиционные ремёсла — кузнечное, гончарное, ткацкое, ювелирное, оружейное; знамениты ачехские короткие кинжалы (ренчонг). Сельская община (гампонг) возглавляется двумя старостами — следящим за соблюдением норм обычного права (кёчик) и контролирующим соблюдение шариата (тюнгку). В горных р-нах сохранились патрилинейные линиджи (кавум), традиц. поселения разбросанной планировки с общинным домом, служащим для проведения ритуалов и общинных собраний, а также для ночлега юношей и гостей (менётах). Жилище свайное каркасно-столбовое, имеет переднюю (мужскую, гостевую) и заднюю (женскую) веранды. Для одежды характерно обязательное для мужчин и женщин ношение под саронгом штанов (луёэ). Ритуальная пища — рис с куркумой. Известно обрезание девочек, на свадьбах устраиваются бои животных (быков, буйволов, баранов, петухов, голубей). Характерны танцы мальчиков (мепулех). Многие ачех живут в городах (большинство нас. гг. Банда-Ачех, Мёлабох, Лхоксёмаве).